# 322 TCN
322 TCN là một năm trong lịch Roman. 

## Mất
- 7 tháng 3 – Aristotle, nhà khoa học và triết học Hy Lạp (sinh 384 TCN)